# CAMERA TALK
『CAMERA TALK』（カメラ・トーク）は1990年6月6日に発売されたフリッパーズ・ギター通算2作目のスタジオ・アルバム。

## 解説
前作と違って全曲日本語詞となり、小山田圭吾と小沢健二の二人の手によって制作され、これ以降の作詞・作曲はすべて二人名義の「Double K.O. Corp.」（Double Knockout Corporation）となる。由来は両者の頭文字が「K.O.」だからである。録音はイギリスのAIRスタジオで行われ、海外のミュージシャンも多数参加している。音楽的には、ネオアコ寄りだった前作よりもさらにポップな音になり、様々なジャンルの音楽を取り込むことに成功している。本作の「恋とマシンガン」はドラマ「予備校ブギ」の主題歌に使用された。また最近では日産のマーチのCMでも使用されている。
なお、このアルバムでフリッパーズ・ギターは第32回日本レコード大賞最優秀アルバム・ニュー・アーティスト賞を受賞した。
2006年8月25日に『three cheers for our side 〜海へ行くつもりじゃなかった〜』と共に全曲リマスターおよび、ボーナス・トラックを追加収録した限定盤として再発。リマスタリング・エンジニアは高山徹。さらに2010年1月27日にはSHM-CD化され再発された。このSHM-CD盤は2006年の再発盤とは違い、ボーナス・トラックを含まない1990年当時と同じ収録曲となっている。

## 収録曲
全作詞・作曲：Double K.O. Corp.（実際の作詞は、全曲 小沢健二。実際の作曲は、各楽曲の項を参照のこと。）
1. Young, Alive, in Love/恋とマシンガン
2ndシングル。作曲は、小沢健二[2]。今でもTV等で流れる彼らの代表曲である。イントロのスキャットの元ネタはイタリア映画『黄金の七人』のテーマ曲。
2. Camera! Camera! Camera!/カメラ!カメラ!カメラ!
作曲は、小沢健二[2]。後に3rdシングルとしてカットされたがバージョンが異なり、こちらはいくらかスローテンポなテクノ調である。
3. Cool Spy on a Hot Car/クールなスパイでぶっとばせ
作曲は、共作[2]。インストゥルメンタルの楽曲。
4. Summer Beauty 1990/ラテンでレッツ・ラブまたは1990サマー・ビューティー計画
作曲は、小山田圭吾[2]。
5. Haircut 100/バスルームで髪を切る100の方法
作曲は、小山田圭吾[2]。英語タイトルはヘアカット100からとられている。
2ndシングル「恋とマシンガン」カップリング曲。
6. Colour Field/青春はいちどだけ
作曲は、共作[2]。ファーストプレスでは「青春のカラーフィールド」となっていた。日本語タイトルはドイツ映画『会議は踊る』の主題歌からとられている。
7. Big Bad Bingo/ビッグ・バッド・ビンゴ
作曲は、小山田圭吾[2]。
8. Wild Wild Summer/ワイルド・サマー/ビートでゴーゴー
作曲は、共作[2]。
9. Knife Edge Caress/偶然のナイフ・エッジ・カレス
作曲は、小山田圭吾[2]。
10. Southbound Excursion/南へ急ごう
作曲は、共作[2]。
11. 3 a.m. op/午前3時のオプ
作曲は、小山田圭吾[2]。
12. Camera Full of Kisses/全ての言葉はさよなら
作曲は、小沢健二[2]。
13. Camera! Camera! Camera! (Guitar Pop Version)/カメラ!カメラ!カメラ! (ギター・ポップ・ヴァージョン)（'06年再発リマスター限定盤のみ）
3rdシングルとしてカットされたバージョン。
14. Love And Dreams Are Back/ラブ・アンド・ドリームふたたび（'06年再発リマスター限定盤のみ）
15. Cloudy (Is My Sunny Mood)/クラウディー（'06年再発リマスター限定盤のみ）

## 演奏
- 小山田圭吾：Lead Vocals, Guitars, Produce, Songwriting, Arrangement, Synthesizers & Drum Programming
- 小沢健二：Lead Guitars, Harmony Vocals, Produce, Songwriting, Arrangement, Synthesizers & Drum Programming
- 平ヶ倉良枝：Drums, Conga, Timbales, Tambourines, Percussions & Drum Programming
- David Ruffy, Glen Fox：Drums
- Segs, Laurence Cottle, 中原信雄, 渡辺等, 加瀬達：Bass
- 窪田晴男, 逆井オサム：Guitars
- Dean Speedwell, Volker Janssen, 福原まり：Keyboards
- 有沢健夫, 多田暁, 名古屋君義 (NARGO)：Trumpet
- 北原雅彦, 佐藤春樹：Trombone
- 矢口博康：Sax
- 大内美貴子, 佐々木麻美子, 宮崎美奈：Background Vocals
- Shinji Kanoh：Program Edit